# Harcsaalakúak
A harcsaalakúak (Siluriformes) a sugarasúszójú halak közé sorolt valódi csontoshalak (Teleostei) között a pontyszerűek (Ostariophysi) egyik rendje mintegy 200 fajjal. Régebben a pontyalakúak közé sorolták őket.

## Származásuk, elterjedésük
Ősi halcsoport, ezért a sarkvidékek kivételével az egész Földön elterjedt.

## Megjelenésük, felépítésük
Méretük rendkívül változatos az akváriumi díszhalaktól a 100 kg-nál is nehezebb európai avagy lesőharcsáig (Silurus glanis).
Testük pikkelyezetlen: vagy csak durva, nyálkás bőr fedi, vagy a fentebb különféle kinövések: pajzsok, tövisek, tüskék stb. vannak rajta. A néhány fajon látható csontlemezek az ősibb formákra emlékeztetnek. Ugyancsak ősi vonások a bőrfogak és szemük szerkezetének némely sajátosságai (Urania).
A pontyalkatúakkal ellentétben nincs kiölthető szájuk: állkapcsuk csökevényes, gyakran fogatlan. Külsejükön elsősorban a száj körüli tapogató bajuszszálak feltűnők: ezek a fontos érzékszervek a táplálék felkutatását segítik a sötétben.
A legtöbb fajnak a faroknyelén zsírúszója van; a hát- és mellúszókon az első sugár gyakran igen erős. 
A két részes úszóhólyagot a füllabirintussal összekötő Weber-féle szerv (Weber-készülék) kialakításában az ötödik csigolya is részt vesz. Bélrendszerük képes arra, hogy oxigént vegyen fel a lenyelt levegőből.
Porcos halakra emlékeztet, hogy Lorenzini-ampulláik (speciális nyomás- és hőérző szerveik) vannak.
Egyes fajok tüskéje mérgezett — e mérgek között van halálos erejű is.

## Életmódjuk, élőhelyük
Nagyon specializálódott halak; többségük édesvízi. Többségük trópusi, illetve szubtrópusi (Urania). A szélsőséges specializálódás példáiként egyes fajok képesek a szárazföldön mozogni, mások hallható hangokat bocsátanak ki, megint mások elektromos áramot fejlesztenek, és azzal ölni is képesek.
Egyesek kifejezetten ragadozók, mások a talajban rejtőző kisebb víziállatokat és azok lárváit eszik, ismét mások szerves hulladékokkal vagy növényekkel is táplálkoznak. Többségük rejtőzködő, gyakran éjszakai életet él. Kedvelik az üregeket, rejtekhelyeket. Gyakran a vízben levő szilárd tárgyakra támaszkodnak; erre a szokásukra az akvárium berendezésekor figyelni kell.
Gyakoriak a csoportosan élő fajok, amelyek egyedei élvezik egymás társaságát, de (ritkábban) területvédők is előfordulnak.
Szaporodásuk változatos: egyes fajok ikrát raknak, mások habfészket készítenek stb.

## Felhasználásuk
A kisebb termetűek közül több akváriumi díszhal. Különösen látványosak a hátonúszó fajok.
A nagyobbak közül több — Magyarországon főleg az európai harcsa (Silurus glanis) — kedvelt eleség.

## Rendszerezésük
A rendbe az alábbi családok tartoznak:
- Akysidae (Gill, 1861)
- Amblycipitidae (Day, 1873)
- Amphiliidae (Regan, 1911)
- tengeri harcsafélék (Ariidae) – Bleeker, 1862
- Aspredinidae
- Astroblepidae (Bleeker, 1862)
- Auchenipteridae (Bleeker, 1862)
- Tüskés harcsafélék (nyúlt homlokú harcsafélék, Bagridae) — Bleeker, 1858)
- páncélosharcsafélék (Callichthyidae) - Bonaparte, 1838
- Cetopsidae (Bleeker, 1858)
- Chacidae (Bleeker, 1858)
- zacskósharcsafélék (Clariidae) (Bonaparte, 1846)
- Claroteidae Bleeker, 1862 - e család fajait a Bagridae halcsaládból vonták ki
- Cranoglanididae (Myers, 1931)
- Diplomystidae (Eigenmann, 1890)
- Doradidae (Bleeker, 1858)
- Erethistidae (Bleeker, 1862
- Heptapteridae (Gill, 1861)
- Heteropneustidae (Hora, 1936)
- Hypophthalmidae
- törpeharcsafélék (Ictaluridae)
- Lacantuniidae (Rodiles-Hernández, Hendrickson & Lundberg, 2005)
- tepsifejűharcsa-félék (vértes harcsafélék, Loricariidae) - (Rafinesque, 1815)
- elektromos harcsafélék (Malapteruridae) (Bleeker, 1858)
- tollasbajszú harcsafélék (Mochokidae) (Jordan, 1923)
- Nematogenyidae (Eigenmann, 1927)
- Olyridae
- óriásharcsafélék (Pangasiidae)
- Parakysidae (Roberts, 1989)
- Pimelodidae
- Plotosidae (Bleeker, 1858)
- Pseudopimelodidae (Fernández-Yépez & Martín, 1953)
- Schilbeidae
- Scoloplacidae (Bailey & Baskin, 1976)
- harcsafélék (Siluridae)
- Sisoridae (Bleeker, 1858)
- kövi harcsafélék (Trichomycteridae)